# Parafia św. Anny w Łunnej
Parafia św. Anny w Łunnej – rzymskokatolicka parafia znajdująca się w diecezji grodzieńskiej, w dekanacie Mosty, na Białorusi.

## Historia
Pierwszy kościół w Łunnej ufundowała w 1546 królowa Polski Bona Sforza. Obecną świątynię zbudowano w 1782 kosztem króla Polski Stanisława Augusta Poniatowskiego. Została ona poświęcona w 1785. W 1895 księżna Maria Drucka-Lubecka rekonstruowała ją. W XIX w. powstały kaplice w Czerlonie i Jabłonowie, a w międzywojniu kaplica cmentarna pw. św. Rocha.
Parafia św. Anny w Łunnej do 1991 należała do diecezji wileńskiej. Przynależność dekanalna zmieniała się: w XVIII w. wchodziła w skład dekanatu wołkowyskiego, w XIX w. przypisano ją do dekanatu grodzieńskiego, a w 1920 Łunna została stolicą dekanatu Łunna. W II Rzeczypospolitej parafia liczyła ponad 2000 wiernych. W czasach komunizmu parafia funkcjonowała.
Na cmentarzu w Łunnej znajduje się grób rodziny Kamieńskich, w tym zmarłego w 1896 r. Jana Kamieńskiego, właściciela majątku Miniewicze. Był on pierwowzorem Andrzeja Korczyńskiego z powieści Elizy Orzeszkowej "Nad Niemnem".